# Daniel Bax

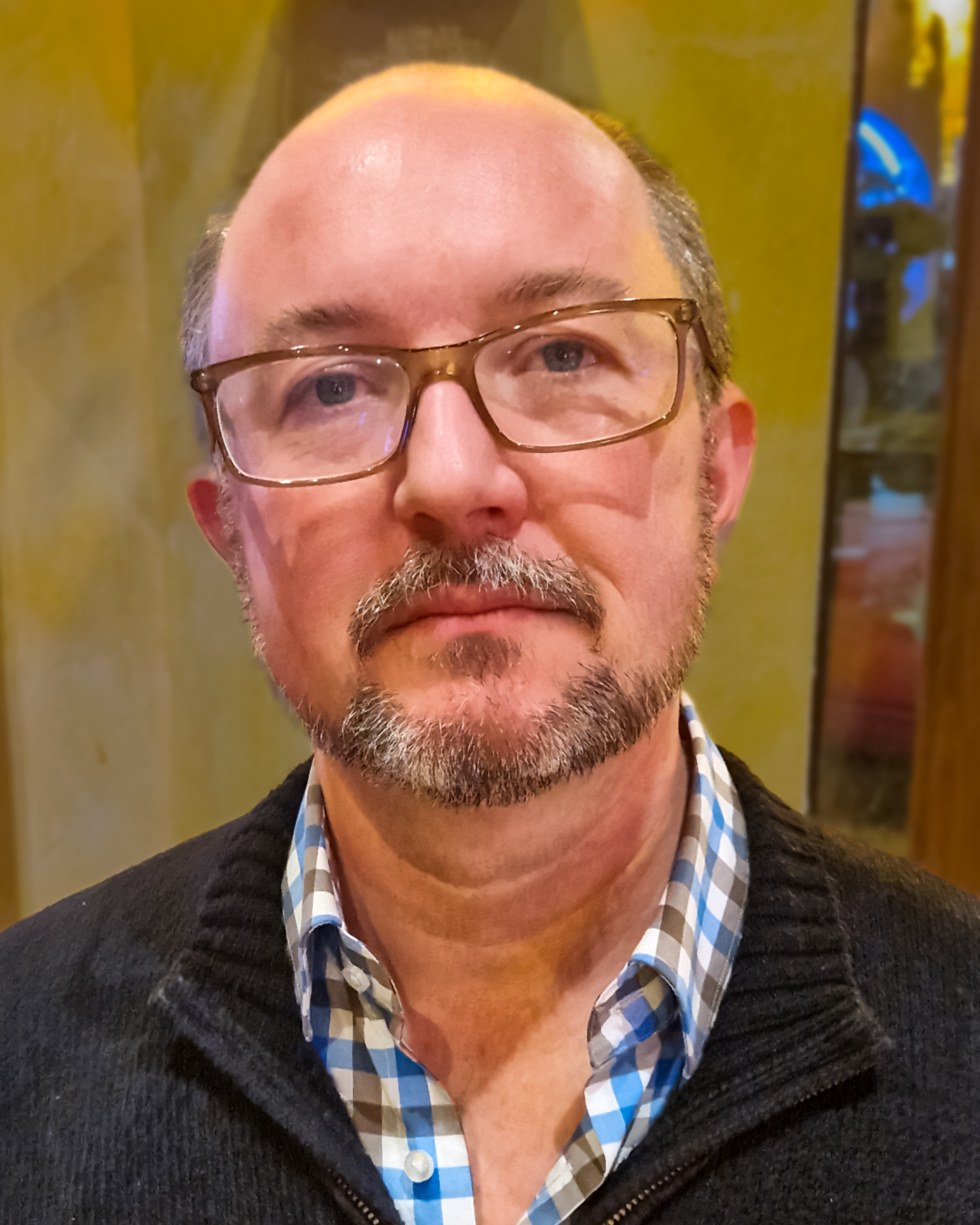
Daniel Bax, 2024

Daniel Bax (* 1970 in Blumenau, Brasilien) ist deutscher Autor und Journalist und Redakteur für die taz. Von 2020 bis 2023 war er Pressesprecher des DeZIM-Instituts.

## Leben
Bax wuchs in Freiburg im Breisgau und danach in Berlin auf, wo er seit 1985 lebt. Er studierte Publizistik und Islamwissenschaft an der Freien Universität Berlin. Von 2020 bis 2023 war er Pressesprecher des DeZIM-Instituts. Ab 2017 war Bax Projektmanager und Redakteur beim Mediendienst Integration. Seit 2023 ist er wieder Redakteur bei der taz, wie schon von 1998 bis 2017. Dort arbeitete er zunächst als Musikredakteur im Kulturressort, dann im Ressort Meinung und Debatte, später als Parlamentskorrespondent und im Inlandsressort. Er schreibt zu innen- und außenpolitischen Themen, sein Schwerpunkt ist die Migrationspolitik.

## Werk
Daniel Bax verfasste für mehrere Themenhefte des Netzwerks Schule ohne Rassismus – Schule mit Courage Beiträge – zu türkischem Rechtsextremismus (Graue Wölfe), Islam und Popkultur oder Rassismus im Alltag. Er veröffentlichte Beiträge sowie Interviews mit Künstlern aus dem Bereich Weltmusik wie Tarkan oder Goran Bregović. Darüber hinaus verfasste er mehrere Booklet-Texte zu CD-Compilations, darunter "Bucovina Club"-CD von Shantel. Daniel Bax ist Mitglied der Neuen deutsche Medienmacher*innen und ehrenamtlich in deren Vorstand aktiv.
2015 erschien sein erstes Buch Angst ums Abendland. Warum wir uns nicht vor Muslimen, sondern vor den Islamfeinden fürchten sollten im Westend Verlag. 2018 erschien sein zweites Buch Die Volksverführer. Warum Rechtspopulismus so erfolgreich ist über die Hintergründe für den weltweiten Erfolg von Rechtspopulisten.
2020 publizierte Bax einen Beitrag in dem von Wolfgang Benz herausgegebenen Sammelband „Streitfall Antisemitismus“ über den Leitungswechsel im Jüdischen Museum Berlin. Er führte den Rücktritt des Direktors Peter Schäfer auf eine Kampagne der israelischen Außenpolitik zurück, der sich der Zentralrat der Juden angeschlossen habe. Der Band wurde in der Frankfurter Rundschau als „Beitrag zur Versachlichung der Debatte“ beschrieben.

## Veröffentlichungen
- Angst ums Abendland. Warum wir uns nicht vor Muslimen, sondern vor den Islamfeinden fürchten sollten. Westend Verlag, Frankfurt 2015. ISBN 978-3-86489-099-4
- Klasse und Kultur. Der Mythos von den Abgehängten. In: Gesellschaftsforschung (1), 2017, S. 3–4.
- Die Volksverführer. Warum Rechtspopulismus so erfolgreich ist. Westend Verlag, Frankfurt 2018. ISBN 978-3-86489-178-6
- Was ist die „islamische Welt“? In: Mediendienst Integration (Hg.): Handbuch Islam und Muslime. Mediendienst Integration, 2019, S. 32–36.
- Nicht „jüdisch genug“. Chronik einer Kampagne. In: Benz, Wolfgang (Hg.): Streitfall Antisemitismus: Anspruch auf Deutungsmacht und politische Interessen. Metropol Verlag, 2020, S. 100–118. ISBN 978-3-86331-532-0